# Edictul de la Gülhane
Edictul de la Gülhane este primul pas semnificativ în direcția occidentalizării din istoria Turciei . A fost citit de Koca Mustafa Reșid Pașa, ministrul Afacerilor Externe, la data de 3 noiembrie 1839, în timpul domniei sultanului Abdülmecid. Deoarece este recitat în parcul Gülhane, este cunoscut și sub denumirea de Gülhane Hatt-ı Șerifi (Scrisul/lucrarea? sultanului), Gülhane Hatt-ı Hümâyûnu sau Tanzimât-ı Hayriye (Aranjamente de bun augur). Prin acest edict, a fost adus la cunoștință faptul că este necesară o reorganizare/ reînnoire a statului. Odată cu Revoluția Franceză, în Imperiul Otoman au început să apară intelectuali și idei noi. Edictul a fost citit în parcul Gülhane la 3 noiembrie 1839, îndeosebi cu scopul de a elimina presiunile intelectualilor pro-constituționali, de ideea că reformele vor fi permanente și de efectele negative ale ideilor naționalismului care au intrat în țară odată cu Revoluția Franceză.
Perioada reformatoare cunoscută sub numele de "Tanzimat", despre care se stabilește faptul că a început odată cu enunțarea principiilor tratatului „Gülhâne Hatt-ı Hümâyûnu” de către Mustafa Reșid Pașa, ministrul Afacerilor Externe al Imperiului Otoman, la data de 3 noiembrie 1839, a avut ca scop restabilirea ordinii funcționării statului. Cu toate acestea, reformele implementate în domeniul militar, civil și juridic au depășit reformarea sistemului politic și au deschis calea unei schimbări radicale în sistemul/ modul de gândire turc. 

## Reforme incluse în edict
- Se va asigura securitatea vieții, proprietății și onoarei tuturor cetățenilor.
- În cadrul juridit se va oferi transparență. Nimeni nu poate fi pedepsit fără a fi judecat (reflectă statul de drept.)
- Va fi egalitate în ceea ce privește taxele.
- Va fi obligatoriu ca bărbații să îndeplinească serviciul militar timp de 4-5 ani.
- Corupția va fi eliminată.
- Toată lumea ar trebui să dețină proprietăți și să le poată moșteni (proprietatea privată va fi asigurată; confiscarea va fi abolită.)[1]

Deși toate promisiunile făcute în edict nu au putut fi îndeplinite întru-totul, aceste eforturi au deschis calea pentru modernizare și pentru îndeplinirea ideii formării unei republici. Perioada de la citirea Edictului de la Gülhane până la proclamarea Primei Monarhii Constituționale este cunoscută în istoria otomană drept Tanzimat (3 noiembrie 1839 - 22 noiembrie 1876).

## Motive ale elaborării edictului de la Gülhane și a edictului Islahat
- Obținerea de sprijin european în problema guvernatorului egiptean Mehmet Ali Pasha[2]
- Obținerea de sprijin european în Convenția Strâmtorii de la Londra
- Încercarea de a preveni intervenția europeană în afacerile interne otomane[2]
- Reducerea impactului naționalist al Revoluției Franceze[2]
- Integrarea nonmusulmanilor în stat[2]
- Reducerea presiunii intelectualilor care doreau guvernare constituțională sub influența Revoluției Franceze

## Edictul de la Gülhane și viața intelectuală
O altă schimbare notabilă de gândire în rândul intelectualilor formați în perioada Tanzimatului s-a manifestat odată cu apariția ideii de naționalism turc, care îi includea și pe turcii din Turkistan. Pentru că până în perioada Tanzimatului, turcii care trăiau în afara granițelor Imperiului Otoman nu au fost prea observați. Cu toate acestea, din secolul al XVIII-lea până în secolul al XIX-lea, literatura chagatai a fost urmată de unii poeți și scriitori otomani, în special lucrările lui Alî Șîr Nevâî; totuși, în perioadele dinainte de Tanzimat, când turcii erau menționați, majoritatea se gândea la turcii din Imperiul Otoman.